# Sonet 16 (William Szekspir)

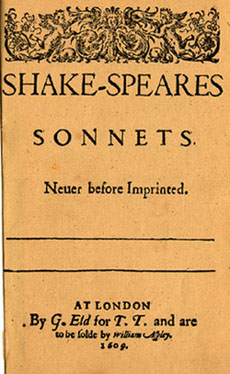
Strona tytułowa pierwszego wydania sonetów Shakespeare’a

Sonet 16 (Lecz czemu nie chcesz wejść w zacięte boje) – jeden z cyklu sonetów autorstwa Williama Shakespeare’a.

## Treść
W utworze tym, bezpośrednio nawiązującym do poprzedniego dzieła z tego cyklu, ponownie dochodzi do rozważań na temat upływającego czasu, a także różnorodności wyborów, które młodzieniec ma przed sobą.